# Чилов (селище)
Чилов (до 1999 року — Жилий (Jiloy); азерб. Çilov) — селище на сході Азербайджану, підпорядковане Піраллахинському району міста Баку.

## Географія
Селище розташоване на однойменному острові за 16 км на схід від Апшеронського півострова.

## Історія
Статус селища міського типу надано в 1949 році.

## Населення
Населення селища становить 1700 осіб (2012; 791 в 2008, 1118 в 1989, 1548 в 1979, 1176 в 1970, 1608 в 1959).

## Господарство
Автомобільне сполучення по селищу здійснюється по асфальтованим дорогам та штучним естакадам. З материком селище зв'язане регулярними рейсами кораблями та гелікоптерами.